# Różaniec (Braniewo)
Pour les articles homonymes, voir Różaniec.

Różaniec est un village polonais de la voïvodie de Varmie-Mazurie, dans le powiat de Braniewo.